# Ouverture 1812

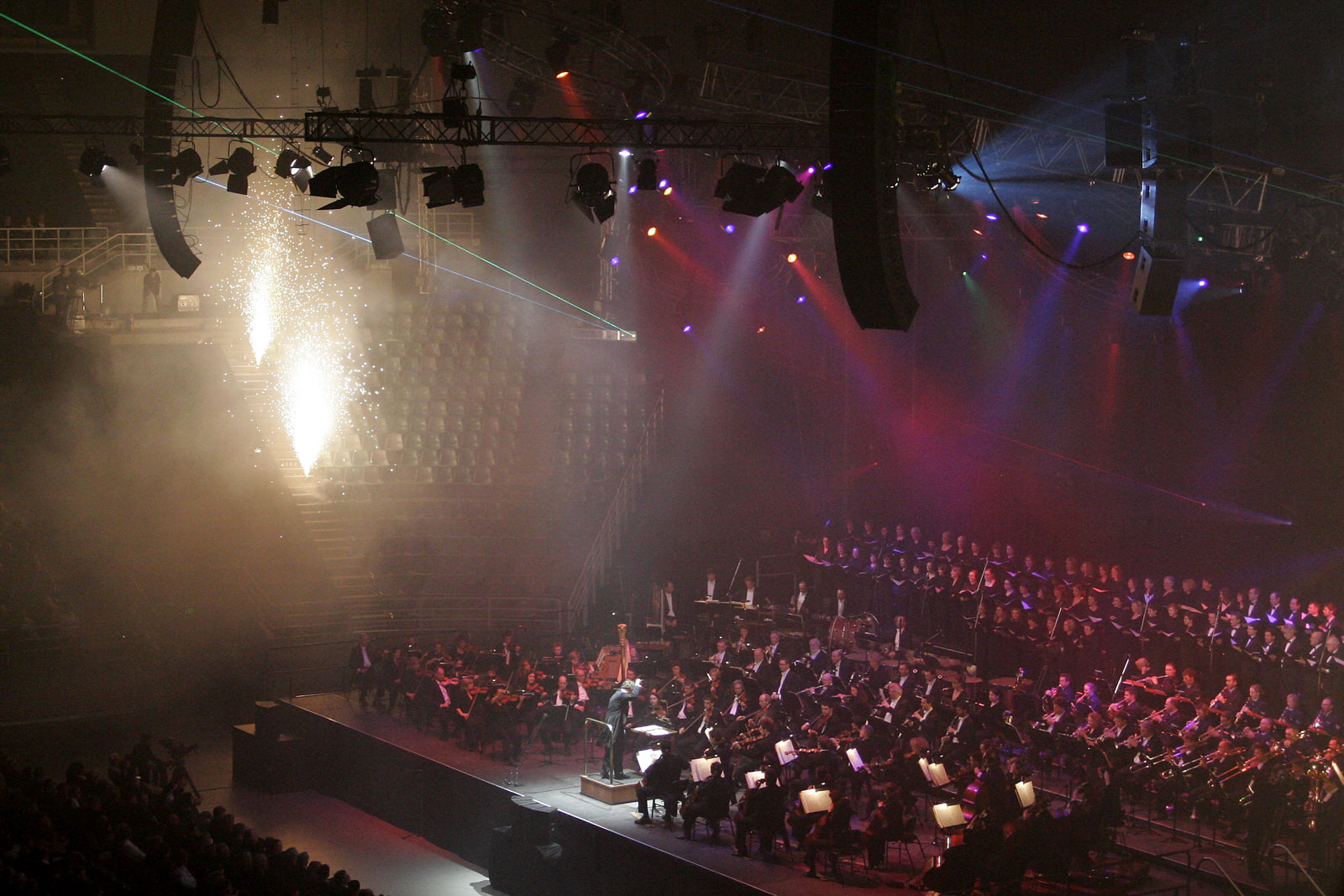
Uitvoering van de Ouverture 1812 in 2005.

De ouverture 1812 (Russisch: Увертюра 1812 года, Oevertjoera 1812 goda) op. 49 is een orkestwerk van de Russische componist Pjotr Iljitsj Tsjaikovski, dat hij in 1880 componeerde. Aanleiding was de inwijding van de Moskouse Christus Verlosserkathedraal, die was gebouwd ter herinnering aan de Russische overwinning op het leger van Napoleon in 1812. Het stuk ging op 20 augustus 1882 in die kerk in première onder leiding van Ippolit Altani.
De ouverture is typische programmamuziek, die de krijgsverwikkelingen van 1812 wil uitbeelden. Na een plechtige opening met een kerkelijke hymne die door de celli wordt ingezet, worden de Marseillaise en het toenmalige Russische volkslied God, behoed de tsaar! met elkaar geconfronteerd. Een van de redenen dat het stuk beroemd is geworden is het gebruik van carillon en kanonschoten als begeleiding van de tsarenhymne in de finale. De overture wordt vaak samen uitgevoerd met de Slavische mars, eveneens van Tsjaikovski.
Het werk is sinds zijn première zeer geliefd gebleven en geldt als een van de bekendste van de componist. Zelf was hij er maar matig enthousiast over: hij verklaarde het opdrachtwerk luidruchtig te vinden en het 'zonder liefde' te hebben gecomponeerd.